# Vrtiglav
Vrtiglav (en serbe cyrillique : Вртиглав) est un village de Serbie situé dans la municipalité de Mionica, district de Kolubara. Au recensement de 2011, il comptait 418 habitants.

## Démographie
| 1948 | 1953 | 1961 | 1971 | 1981 | 1991 | 2002 | 2011 |
| ---- | ---- | ---- | ---- | ---- | ---- | ---- | ---- |
| 740  | 760  | 695  | 607  | 536  | 455  | 488  | 418  |

|  |